# 科帕尼 (奧里希夫市鎮)
47°27′13″N 35°43′53″E / 47.45361°N 35.73139°E
科帕尼是位於烏克蘭東南部的村莊，由扎波羅熱州波洛希區的奧里希夫市鎮負責管轄。該村始建於1851年，面積6.12平方公里，海拔高度137米，2001年人口620，人口密度每平方公里101.3人。